# سیگنال ژنراتور
سیگنال ژنراتور (به انگلیسی: Signal generator) یا مولد سیگنال یک دسته ای از دستگاه‌های الکترونیکی است که سیگنال‌های الکترونیکی را با مجموعه ای ویژگی‌های دامنه، فرکانس و شکل موج تولید می‌کند. این سیگنال‌های تولید شده به عنوان محرکی برای اندازه‌گیری‌های الکترونیکی استفاده می‌شوند که معمولاً در طراحی، آزمایش، عیب‌یابی و تعمیر دستگاه‌های الکترونیکی یا الکتروآکوستیک استفاده می‌شوند، اگرچه اغلب کاربردهای هنرمندانه نیز دارند.
انواع مختلفی از مولدهای سیگنال با اهداف و کاربردهای متفاوت و در سطوح مختلف هزینه وجود دارد. این انواع عبارتند از فانکشن ژنراتور، مولدهای سیگنال ژنراتور آراِف و مایکروویو، مولدهای گام، مولدهای شکل‌موج دلخواه، مولدهای الگوی دیجیتالی و مولدهای فرکانس. به‌طور کلی هیچ دستگاهی برای همه کاربردهای ممکن مناسب نیست.

## پیشینه
در ژوئن ۱۹۲۸، رادیو جنرال ۴۰۳، اولین مولد سیگنال تجاری بود که تا به حال به بازار عرضه شد. از محدوده فرکانس ۵۰۰ هرتز تا ۱٫۵ مگاهرتز پشتیبانی می‌کند. همچنین در آوریل ۱۹۲۹ اولین استاندارد فرکانس تجاری توسط رادیو جنرال با فرکانس ۵۰ کیلوهرتز به بازار عرضه شد.

## مولدهای سیگنال با هدف عمومی

### فانکشن ژنراتور

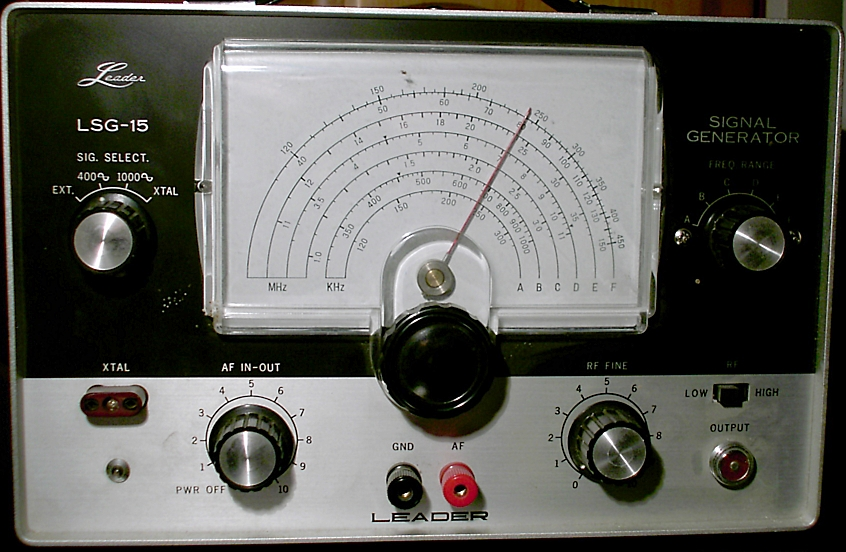
ژنراتور سیگنال LSG-15 لدر اینسترومنت

فانکشن ژنراتور دستگاهی است که شکل‌موج‌های تکراری ساده ای تولید می‌کند. چنین وسایلی حاوی یک نوسان‌ساز الکترونیکی هستند، مداری که قادر به ایجاد یک شکل‌موج تکراری است. (دستگاه‌های مدرن ممکن است از پردازش سیگنال دیجیتال برای سنتز شکل موج و به دنبال آن یک مبدل دیجیتال به آنالوگ یا DAC برای تولید خروجی آنالوگ استفاده کنند). رایج‌ترین شکل‌موج، موج سینوسی است، اما نوسان‌سازهای شکل‌موج دندانه اره‌ای، پله‌ای (پالسی)، مربعی و مثلثی معمولاً مانند مولدهای شکل‌موج دلخواه (AWG) در دسترس هستند. اگر نوسان‌ساز بالاتر از محدودهٔ فرکانس صوتی (بیش از ۲۰ کیلوهرتز) کار کند، ژنراتور اغلب شامل نوعی تابع مدولاسیون مانند مدولاسیون دامنه (AM)، مدولاسیون فرکانس (FM) یا مدولاسیون فاز (PM) و همچنین یک نوسان‌ساز دوم می‌شود که شکل‌موج مدولاسیون فرکانس صوتی را ارائه می‌دهد.

### مولد شکل‌موج دلخواه
یک مولد شکل‌موج دلخواه (AWG یا ARB) یک مولد سیگنال پیچیده‌است که شکل موج‌های دلخواه را در محدوده‌های منتشر شده از گسترهٔ فرکانسی، دقت و سطح خروجی تولید می‌کند. برخلاف یک فانکشن ژنراتور که مجموعه کوچکی از شکل‌موج‌های خاص را تولید می‌کند، یک AWG به کاربر اجازه می‌دهد شکل‌موج منبع را به روش‌های مختلف مشخص کند. یک AWG معمولاً گرانتر از یک فانکشن ژنراتور است و اغلب پهنای‌باند کمتری دارد. AWG در طراحی و برنامه‌های آزمایشی رده-بالا استفاده می‌شود.

### مولد سیگنال آراف و مایکروویو
مولدهای سیگنال آراف (فرکانس رادیویی) و مایکروویو برای آزمایش قطعات، گیرنده‌ها و سامانه‌های آزمایشی در طیف گسترده‌ای از کاربردها از جمله مخابرات سلولی، وای‌مکس، جیی‌پی‌اس وای-فای، پخش صوتی و تصویری، ارتباطات ماهواره‌ای، رادار و جنگ الکترونیک استفاده می‌شوند. مولدهای سیگنال RF و مایکروویو معمولاً دارای ویژگی‌ها و قابلیت‌های مشابهی هستند، اما بر اساس محدوده فرکانس متمایز می‌شوند. مولدهای سیگنال RF معمولاً از چند کیلوهرتز تا ۶ گیگاهرتز متغیر هستند، در حالی که ژنراتورهای سیگنال مایکروویو محدوده فرکانس بسیار گسترده‌تری، از کمتر از ۱ مگاهرتز تا حداقل ۲۰ گیگاهرتز را پوشش می‌دهند. برخی از مدل‌ها با خروجی کواکسیال مستقیم به ۷۰ گیگاهرتز، و تا صدها گیگاهرتز وقتی که با ماژول‌های منبع موجبر خارجی استفاده می‌شود، هم می‌رسند. مولدهای سیگنال RF و مایکروویو را می‌توان بیشتر به عنوان مولد سیگنال آنالوگ یا برداری طبقه‌بندی کرد.

#### مولدهای سیگنال آنالوگ

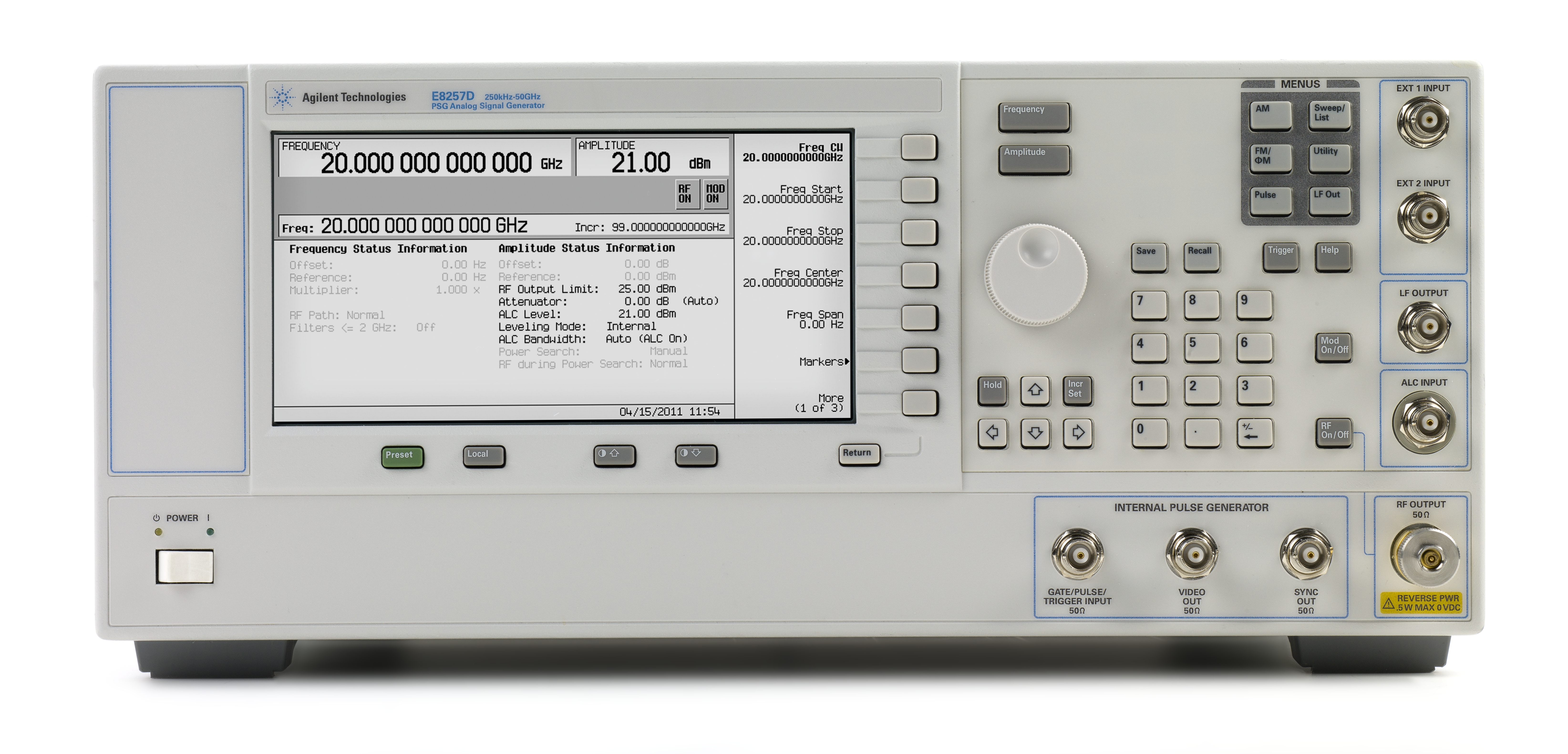
یک مولد سیگنال آراف آنالوگ

ژنراتورهای سیگنال آنالوگ مبتنی بر یک نوسان‌ساز موج سینوسی قبل از شروع الکترونیک دیجیتال رایج بودند و هنوز هم استفاده می‌شوند. تمایز واضحی در هدف و طراحی مولدهای سیگنال فرکانس-رادیویی و فرکانس-صوتی وجود داشت.
مولدهای سیگنال آراف
مولدهای سیگنال RF سیگنال‌های فرکانس رادیویی موج پیوسته با دامنه و فرکانس تعریف شده، قابل تنظیم، تولید می‌کنند. بسیاری از مدل‌ها انواع مختلفی از مدولاسیون آنالوگ را به عنوان تجهیزات استاندارد یا به عنوان یک قابلیت اختیاری برای واحد پایه ارائه می‌دهند. این می‌تواند شامل AM، FM، ΦM (مدولاسیون فاز) و مدولاسیون پالس باشد. یک ویژگی مشترک این است که یک تضعیف‌کننده قدرت خروجی سیگنال را تغییر می‌دهد. بسته به سازنده و مدل، توان خروجی می‌تواند از ۱۳۵- تا ۳۰+ دسی بل متغیر باشد. طیف وسیعی از توان خروجی مطلوب است، زیرا کاربردهای مختلف به مقادیر متفاوتی از توان سیگنال نیاز دارند. به عنوان مثال، اگر یک سیگنال باید از طریق یک کابل بسیار طولانی به آنتن منتقل شود، ممکن است به سیگنال خروجی بالا برای غلبه بر تلفات از طریق کابل نیاز باشد و همچنان توان کافی در آنتن داشته باشد. اما هنگام تست حساسیت گیرنده، سطح سیگنال پایین مورد نیاز است تا ببینیم گیرنده در شرایط سیگنال به نویز کم چگونه رفتار می‌کند.
مولدهای سیگنال ای‌اف
مولدهای سیگنال فرکانس صوتی سیگنال‌هایی را در محدوده فرکانس صوتی و بالاتر تولید می‌کنند. نمونه اولیه نوسان‌ساز صوتی HP200A بود، اولین محصولی که توسط شرکت هیولت پاکارد در سال ۱۹۳۹ فروخته شد. کاربردها شامل بررسی پاسخ فرکانسی تجهیزات صوتی، و کاربردهای بسیاری در آزمایشگاه الکترونیکی است.

#### مولد سیگنال برداری

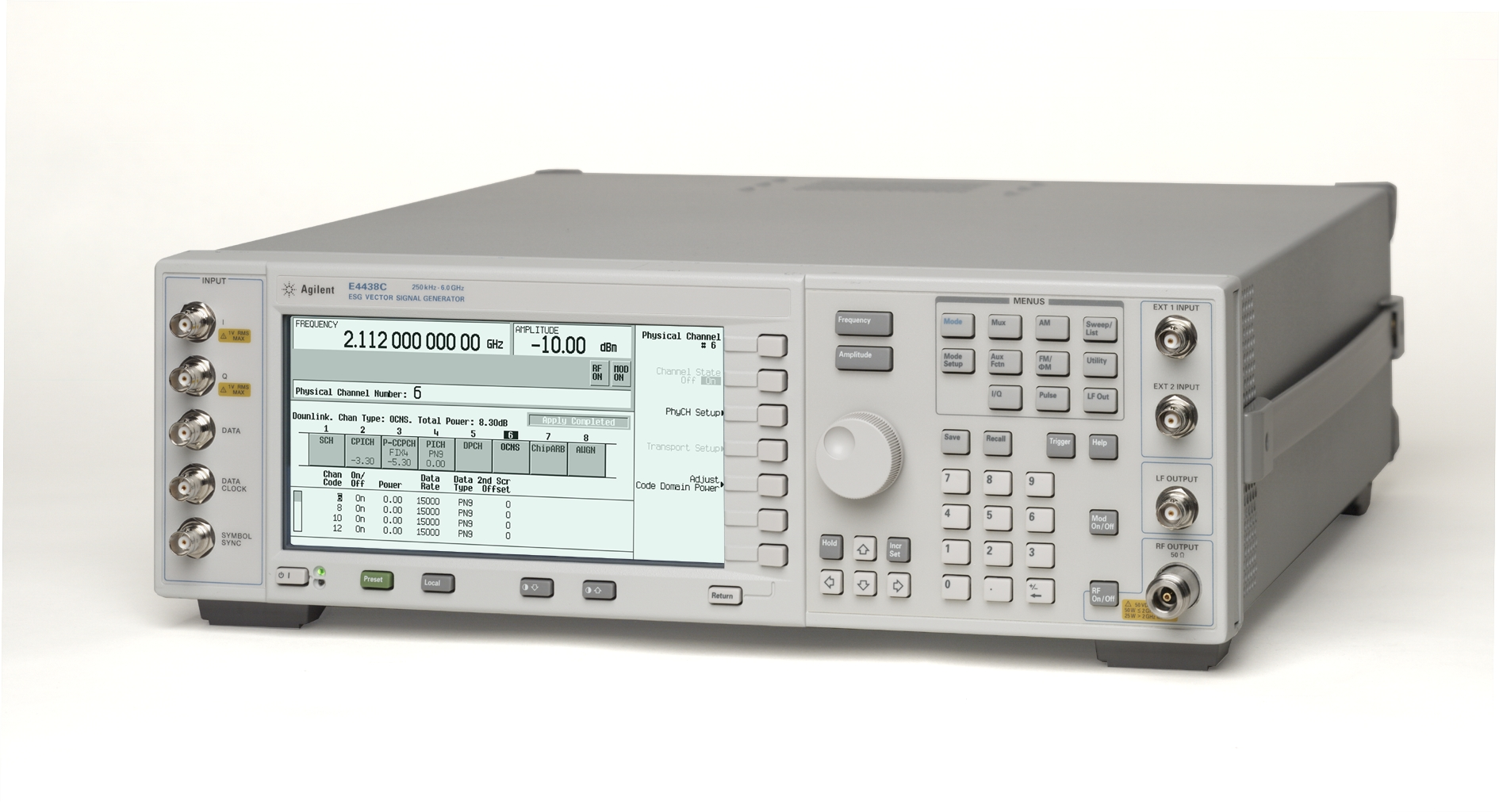
یک مولد سیگنال برداری

با ظهور سیستم‌های ارتباطی دیجیتال، دیگر امکان آزمایش کافی این سیستم‌ها با ژنراتورهای سیگنال آنالوگ سنتی وجود ندارد. این منجر به توسعه مولد سیگنال برداری شده‌است که به عنوان یک مولد سیگنال دیجیتال نیز شناخته می‌شود. این ژنراتورهای سیگنال قادر به تولید سیگنال‌های رادیویی مدوله‌شده دیجیتالی هستند که ممکن است از هر یک از تعداد زیادی فرمت مدولاسیون دیجیتال مانند QAM، QPSK، FSK، BPSK، و OFDM استفاده کنند.

#### مولد الگوی دیجیتال
یک مولد سیگنال منطقی یا مولد الگوی داده یا مولد الگوی دیجیتال سیگنال‌های منطقی را تولید می‌کند - که ۱ها و ۰های منطقی به شکل سطوح ولتاژ معمولی است. استانداردهای معمول ولتاژ عبارتند از: LVTTL ،ال‌وی‌سیماس. این با «مولد پالس/الگو» متفاوت است، که به مولدهای سیگنالی اشاره دارد که قادر به تولید پالس‌های منطقی با ویژگی‌های آنالوگ متفاوت (مانند زمان خیز/افت پالس، طول سطح بالا، . .).

### مولدهای گام و مولدهای صوتی
مولد گام نوعی از مولد سیگنال است که برای استفاده در کاربردهای صوتی و آکوستیک بهینه شده‌است.

### مولد سیگنال ویدیویی
مولد سیگنال ویدیویی دستگاهی است که که شکل‌موج‌های ویدئویی و/یا تلویزیونی از پیش تعیین شده و سایر سیگنال‌های مورد استفاده برای تحریک خطاها یا کمک به اندازه‌گیری‌های پارامتریک سیستم‌های تلویزیونی و ویدئویی استفاده می‌کند، را خروجی می‌دهد.